# Jah Cure
Jah Cure, de son vrai nom Siccature Alcock, est un chanteur de reggae jamaïcain né le 11 octobre 1978 à Hanover. En grandissant il rencontre Capleton qui lui attribuera son nom de scène.

## Présentation
Jah Cure rencontre Sizzla et ils enregistrent ensemble le duo Divide and Rule (King in this Jungle) sorti en 1997 sur le label Harmony House du chanteur Beres Hammond. Ce dernier, croyant en Jah Cure, lui proposa de produire un premier album. Malheureusement, deux mois avant la sortie de l'album, Jah Cure fut condamné à 15 ans de prison pour viol sous la menace d'une arme, ce qu'il a toujours nié. Malgré cela, il réussit à sortir pendant son emprisonnement les albums « Free Jah Cure », « Ghetto Life » et « Freedom Blues ». Les enregistrements sont rendus possibles grâce à un programme de réinsertion spécial. Depuis peu, il a sorti plusieurs chansons telles que 'Love is' sur le Season riddim (label Don Corleon), 'Longing For', 'True Reflections', 'Nuh Build Great Man' en featuring avec Fantan Mojah, montrant son impérissable talent.
Jah Cure a été libéré sur parole le 28 juillet 2007, tandis qu'un nouvel album, True Reflections, paraît le 31 juillet 2007.

## Discographie
- 2000 : Free Jah Cure
- 2003 : Ghetto Life
- 2005 : Freedom Blues
- 2007 : True Reflection
- 2009 : The Universal cure
- 2013 : World Cry
- 2015 : The Cure

1. No Friend of Mine
2. Corruption
3. Life We Live
4. I Surrender
5. Set Me Free
6. Made in California
7. Show Love
8. All Of Me
9. Still Remains
10. Other Half of Me
11. That Girl
12. Rasta
13. Stay With Me

- 2019 : Royal Soldier
- 2023 : Undeniable